# Monster Hospital
Monster Hospital (Originaltitel: Frankenstein General Hospital) ist eine US-amerikanische Horrorkomödie der Regisseurin Deborah Romare aus dem Jahr 1988.

## Handlung
Dr. Bob Frankenstein ist der Ur-Urenkel von Victor Frankenstein. Er nennt sich zur Tarnung Robert Frankenheimer und arbeitet als Arzt im Praktikum im General Hospital von Los Angeles. Im Keller experimentiert er heimlich wie sein Urahn in einem Labor an einem künstlichen Menschen. Zur Seite steht ihm dabei sein treuer Assistent Iggy. Dieser besorgt für Frankenstein jedoch nicht wie gewünscht das Gehirn eines Genies, sondern eines sexsüchtigen Teenagers. Das Monster bricht aus dem Labor aus, verschreckt die Patienten und richtet ein Chaos im Krankenhaus an. Nur ein blindes Mädchen hat keine Furcht vor dem Monster. Als sie ihm davon erzählt, dass es gerne fliegen würde, wirft er es kurzerhand aus dem Fenster. Es landet in einem Swimmingpool und kann plötzlich sehen. Das Monster kommt zwischenzeitlich Dr. Alice Singleton näher. Es kommt zu einem Kampf zwischen Frankenstein und Dr. Frank Reutgar. Als die Polizei erscheint, versucht Reutgar den Beamten zu erklären, dass Frankenstein ein Monster erschaffen hat, Frankenstein und Alice Singleton decken jedoch das Monster und Reutgar wird für verrückt erklärt. Frankenstein verlässt das Krankenhaus, aber wird von Iggy davon überzeugt, weitere Leichenteile zu einem neuen Monster zusammenzusetzen. Das Monster und Alice heiraten.

## Hintergrund
Der Film wurde zur Hälfte in Farbe gedreht, alle Szenen im Labor hingegen in Schwarz-Weiß. Die Rolle der Dr. Alice Singleton wurde von Kathy Shower dargestellt, dem Playmate des Jahres 1986. Sie ist im Verlauf des Filmes mehrfach leicht bekleidet zu sehen. In einer Szene in einem Stripclub ist zudem eine barbusige Tänzerin zu sehen, auch Schwester Verna ist in einer Szene oben ohne, was dem Film ein R-Rating einbrachte. Einen kurzen Cameoauftritt hat der Sänger Bobby Pickett, der 1962 mit dem Titel Monster Mash einen Millionenseller gelandet hatte.

## Kritiken
„Der schlechteste jemals in Englisch gedrehte Frankenstein-Film.“

„Jeder könnte einen Frankenstein-Film drehen, ohne irgendetwas über Frankenstein zu wissen, sich nicht darum scheren, ihn Frankenstein Einkommenssteuerhinterziehung nennen — und er dürfte trotzdem besser werden als Frankenstein General Hospital.“

„Überdrehte Groteske um die alte Frankenstein-Geschichte; das vermeintlich Spaßige versinkt allzuoft in krassen Geschmacklosigkeiten.“